# Wang Yaping
Wang Yaping (Yantai, janeiro de 1980) é uma piloto militar e taikonauta chinesa. Ela se tornou a primeira cidadã chinesa a realizar uma atividade extraveícular.

## Carreira

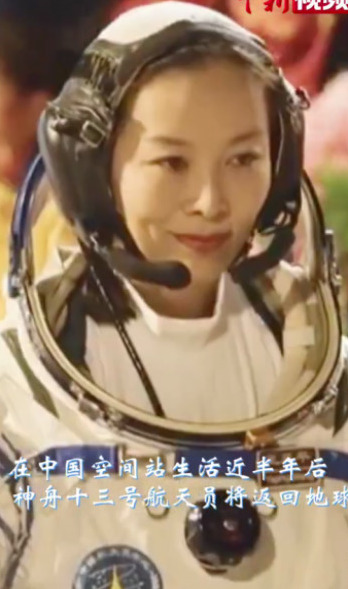
Wang Yaping antes do lançamento da Shenzhou 13.

Foi a primeira chinesa anunciada oficialmente como taikonauta pelo programa espacial chinês e a segunda a ir ao espaço. Capitã da Força Aérea Chinesa, foi qualificada como tripulante da missão Shenzhou 9 que foi ao espaço em junho de 2012. Entretanto, ela participou desta missão apenas como piloto-reserva, sendo o lugar histórico de primeira chinesa no espaço ocupado pela major Liu Yang.

### Shenzhou 10
Foi ao espaço em 11 de junho de 2013 como engenheira de voo da Shenzhou 10, para quinze dias de experiências científicas no laboratório orbital chinês Tiangong 1. Durante sua estadia no laboratório, Yaping fez diversas experiências científicas e deu uma aula de física a estudantes chineses que a acompanharam pela televisão e pela Internet ao vivo da Terra. Depois de duas semanas em órbita, retornou em 26 de junho, completando duas semanas no espaço em seu primeiro voo.

#### Controvérsia
Segundo um informe extra-oficial a respeito da missão Shenzhou 10, a data de nascimento de Wang Yaping é, na verdade, janeiro de 1980 (o que faria dela a pessoa nascida a menos tempo a chegar ao espaço, na data do lançamento de sua missão), algo em desacordo com a informação oficial a respeito do voo, segundo a qual ela teria nascido em abril de 1978.

### Shenzhou 13
Wang foi selecionada como uma dos três tripulantes da Shenzhou 13, sendo seu segundo voo espacial e a primeira vez em que uma cidadã chinesa voa ao espaço duas vezes. Ela se tornou a primeira mulher abordo da Estação Espacial Tiangong. Com o seu voo, ocorreram discussões sobre igualdade de gênero dentro da China.
No dia 7 de novembro de 2021, a Agência Espacial Tripulada da China anunciou que uma caminhada espacial estava em progresso e estava sendo realizada por Zhai Zhigang, comandante da Shenzhou 13 e Wang Yaping, que tornara-se a primeira cidadã chinesa a caminhar no espaço. A caminhada espacial durou 6 horas e 25 minutos. Com o retorno da Shenzhou 13, Waping se tornou a primeira mulher chinesa a passar mais de 100 dias no espaço.

## Vida pessoal
Wang é casada, algo que, segundo informações não-oficiais, curiosamente seria um dos requisitos necessários a todas as mulheres do programa espacial chinês devido à possibilidade (não comprovada) de que os voos espaciais poderiam influenciar a fertilidade ou a prole das mulheres. Contudo, o próprio diretor do Programa espacial Chinês declarou que este requisito é meramente uma preferência, e não algo imprescindível. Ele chegou a citar a cosmonauta soviética Valentina Tereshkova (primeira e então mais jovem mulher a viajar ao espaço), que na época de sua missão era solteira e, posteriormente, se casou e teve filhos saudáveis.